# Collingwood (Schiff, 1910)
Die HMS Collingwood war ein Schlachtschiff der St.-Vincent-Klasse, das im ersten Jahrzehnt des 20. Jahrhunderts für die Royal Navy gebaut wurde. Sie war während ihrer gesamten Laufbahn der Home und Grand Fleet zugeteilt. Der spätere König Georg VI. verbrachte vor und während des Ersten Weltkriegs mehrere Jahre an Bord des Schiffes. Bis auf den Einsatz in der Skagerrakschlacht und der Aktion vom 19. August 1916 bestand ihr Einsatz aus Patrouillen- und Übungsfahrten in der Nordsee. Nach dem Krieg wurde das Schiff in die Reserve versetzt und als Schulschiff eingesetzt, bevor es 1922 zum Abwracken verkauft wurde.

## Geschichte
Die Collingwood, benannt nach Vizeadmiral Cuthbert Collingwood, wurde am 26. Oktober 1907 in Auftrag gegeben, am 3. Februar 1908 in der Devonport auf Kiel gelegt, am 7. November 1908 zu Wasser gelassen und im April 1910 fertiggestellt. Einschließlich der Bewaffnung werden die Kosten des Schiffes mit 1.680.888 £ angegeben. Am 19. April 1910 wurde die Collingwood in Dienst gestellt und der 1. Division der Heimatflotte unter dem Kommando von Kapitän William Pakenham zugeteilt. Sie nahm an regelmäßigen Übungen in Friedenszeiten teil und beschädigte am 11. Februar 1911 ihre Bodenplatte an einem unbekannten Felsen vor Ferrol. Am 24. Juni nahm das Schiff an der Flottenschau in Spithead anlässlich der Krönung König Georg V. teil. Pakenham wurde am 1. Dezember von Kapitän Charles Vaughan-Lee abgelöst. Am 1. Mai 1912 wurde die 1. Division in 1. Kampfgeschwader umbenannt. Am 22. Juni wurde Vaughan-Lee auf die Bellerophon versetzt und Kapitän James Ley übernahm das Kommando. Das Schiff nahm am 9. Juli in an der Parliamentary Flottenschau teil, bevor es Ende des Jahres überholt wurde. Im März 1913 besuchte die Collingwood Cherbourg in Frankreich. Am 15. September 1913 wurde Prinz Albert dem Schiff als Fähnrich zugeteilt und am 18. April 1914 kam der Prince of Wales, Edward während einer kurzen Kreuzfahrt an Bord.

### Erster Weltkrieg
Zwischen dem 17. und 20. Juli 1914 nahm die Collingwood an einer Test-Mobilmachung und Flottenüberprüfung als britische Reaktion auf die Julikrise teil. Nach ihrer Ankunft in Portland am 27. Juli erhielt sie den Befehl, sich vier Tage später mit dem Rest der Home Fleet nach Scapa Flow zu begeben, um die Flotte vor einem möglichen deutschen Überraschungsangriff zu schützen. Im August 1914, nach dem Ausbruch des Ersten Weltkriegs, wurde die Home Fleet als Grand Fleet reorganisiert und dem Kommando von Admiral Jellicoe unterstellt. Der größte Teil der Flotte lag kurzzeitig (22. Oktober bis 3. November) in Lough Swilly, Irland, während die Verteidigungsanlagen in Scapa Flow verstärkt wurden. Am Abend des 22. November 1914 unternahm die Grand Fleet einen erfolglosen Vorstoß in die südliche Hälfte der Nordsee, wobei die Collingwood mit dem Hauptverband zur Unterstützung des 1. Schlachtkreuzergeschwaders von Vizeadmiral David Beatty bereitstand. Am 27. November war die Flotte zurück im Hafen von Scapa Flow.
Am Abend des 23. Januar lief der größte Teil der Grand Fleet von Scapa Flow aus, um Beattys Schlachtkreuzer zu unterstützen, waren jedoch zu weit entfernt, um am folgenden Tag am Gefecht auf der Doggerbank teilnehmen zu können. Vom 7. bis zum 10. März unternahm die Grand Fleet eine Aufklärungsfahrt in der nördlichen Nordsee, bei der sie Übungsmanöver durchführte. Vom 17. bis zum 19. Mai und vom 29. bis zum 31. Mai unternahm die Grand Fleet Vorstöße in die zentrale Nordsee, ohne auf deutsche Schiffe zu stoßen. Vom 11. bis zum 14. Juni führte die Flotte erneut Schieß- und Gefechtsübungen westlich von Shetland durch. Vom 2. bis zum 5. September unternahm die Flotte eine weitere Fahrt in der Nordsee, bei der sie Schießübungen durchführte, und verbrachte den Rest des Monats mit zahlreichen Trainingsübungen. Vom 13. bis zum 15. Oktober unternahm das Schiff zusammen mit dem Großteil der Grand Fleet einen weiteren Einsatz in der Nordsee. Vom 2. bis zum 5. November, nahm die Collingwood an einer weiteren Flottenübung westlich von Orkney teil. Noch im selben Monat wurde das Schiff zum Flaggschiff von Konteradmiral Ernest Gaunt, dem Kommandeur der 5. Division.
In der Nacht zum 25. März verließen die Collingwood und der Rest der Flotte Scapa Flow, um Beattys Schlachtkreuzer bei dem Angriff auf den deutschen Zeppelinstützpunkt in Tønder zu unterstützen. Als sich die Grand Fleet am 26. März dem Gebiet näherte, hatten sich die britischen und deutschen Streitkräfte bereits getrennt und ein starker Sturm bedrohte die kleineren Schiffe, so dass die Flotte den Befehl erhielt, zur Basis zurückzukehren. Am 21. April führte die Grand Fleet ein Ablenkungsmanöver vor Horns Riff durch, um es der Kaiserlich Russischen Marine zu ermöglichen, ihre Minenfelder in der Ostsee neu zu verlegen. Am 24. April kehrte die Flotte nach Scapa Flow zurück, erhielt dort neuen Proviant, neue Munition und neue Kohle und stach erneut in Richtung englischer Ostküste in See, da man aufgrund von Geheimdienstberichten einen Angriff der Deutschen auf Lowestoft befürchtete, aber erst in dem Gebiet ankam, nachdem sich die Deutschen bereits wieder zurückgezogen hatten.

#### Skagerrakschlacht

Manöver der britischen (blau) und deutschen (rot) Flotte vom 31. Mai bis 1. Juni 1916

In dem Versuch, einen Teil der Grand Fleet aus ihren Häfen zu locken und zu vernichten, verließ die deutsche Hochseeflotte, bestehend aus 16 Schlachtschiffen, sechs Einheitslinienschiffen und weiteren Schiffen, am frühen Morgen des 31. Mai Wilhelmshaven. Die Flotte fuhr in gemeinsamer Formation mit den fünf Schlachtkreuzern von Vizeadmiral Franz Hipper. Die nachrichtendienstliche Abteilung der britischen Admiralität Room 40 hatte den deutschen Funkverkehr mit den Operationsplänen abgefangen und entschlüsselt. Daraufhin befahl die Admiralität der Grand Fleet, die insgesamt 28 Schlachtschiffe und neun Schlachtkreuzer umfasste, noch in der Nacht auszulaufen, um der deutschen Hochseeflotte den Weg abzuschneiden und sie zu vernichten.
In der ersten Phase des allgemeinen Gefechts feuerte die Collingwood acht Salven auf die Wiesbaden Anschließend beschoss sie den Zerstörer G 12, jedoch ohne Wirkung. Um etwa 19:15 Uhr feuerte sie zwei Salven auf den Schlachtkreuzer Derfflinger ab und meldete einen Treffer. Kurz darauf, gegen 19:20 Uhr, feuerte das Schiff erfolglos auf einen beschädigten Zerstörer und wich zwei Torpedos aus. Dies war das letzte Mal, dass sie während der Schlacht ihre Geschütze abfeuerte. Nach dem Angriff der deutschen Zerstörer zog sich die Hochseeflotte zurück, und die Collingwood und der Rest der Flotte kamen in der Schlacht nicht mehr zum Einsatz. Dies war zum Teil darauf zurückzuführen, dass an Bord des Flottenflaggschiffs Verwirrung über die genaue Position und den Kurs der deutschen Flotte herrschte. Am frühen Morgen des 1. Juni durchkämmte die Grand Fleet das Gebiet auf der Suche nach beschädigten deutschen Schiffen, fand aber auch nach mehrstündiger Suche keine.
Nach der Schlacht wurde das Schiff dem 4. Schlachtgeschwader zugeteilt. Die Grand Fleet lief am 18. August aus, um die deutsche Hochseeflotte auf ihrem Vormarsch in die südliche Nordsee aus dem Hinterhalt anzugreifen, aber eine Reihe von Fehlmeldungen hinderte Jellicoe daran, die Flotte abzufangen, bevor sie in den Hafen zurückkehrte. Zwei Leichte Kreuzer wurden während der Operation von deutschen U-Booten versenkt, was Jellicoe zu der Entscheidung veranlasste, die größeren Einheiten der Flotte südlich von 55° 30' Nord nicht zu riskieren, da es dort viele deutsche U-Boote und Minen gab. Die Admiralität stimmte dem zu und legte fest, dass die Grand Fleet nicht ausrücken würde, es sei denn, die deutsche Flotte versuchte eine Invasion Großbritanniens oder es bestand die große Möglichkeit, dass sie unter geeigneten Bedingungen zu einem Gefecht gezwungen werden könnte.
Anfang September wurde die Collingwood in Rosyth überholt. Am 1. Dezember übernahm Kapitän Wilmot Nicholson kurzzeitig das Kommando, bis dieser am 26. März 1917 von Kapitän Cole Fowler ersetzt wurde. Zusammen mit dem Rest des 4. Schlachtgeschwaders stach die Collingwood im Februar 1917 für einige Tage zu taktischen Übungen in See. Das Schiff war in Scapa Flow zugegen, als am 9. Juli die Magazine ihres Schwesterschiffs Vanguard explodierten und ihre Besatzung die Leichen von drei Männern barg, die bei der Explosion ums Leben gekommen waren. Am 22. April 1918 fuhr die Hochseeflotte zum letzten Mal nach Norden, um einen Konvoi nach Norwegen abzufangen, musste aber zwei Tage später umkehren, nachdem der Schlachtkreuzer Moltke eine schwere Turbinenhavarie erlitten hatte. Die Grand Fleet lief am 24. November von Rosyth aus, als die Operation entdeckt wurde, konnte die Deutschen aber nicht mehr einholen.

### Nachkriegszeit
Im Januar 1919 wurde die Collingwood nach Devonport verlegt und der Reserveflotte zugeteilt. Nach der Auflösung der Grand Fleet am 18. März wurde die Reserveflotte in Dritte Flotte umbenannt und die Collingwood wurde ihr Flaggschiff. Von Oktober bis August 1920 diente sie als Ausbildungsschiff für Geschützbedienung und drahtlose Telegrafie. Am 22. September 1921 wurde sie zum Ausbildungsschiff, bis sie am 31. März 1922 abgemustert und am 12. Dezember an John Cashmore Ltd. zum Abwracken verkauft wurde.

## Technik
Der Entwurf der St.-Vincent-Klasse war von dem der vorherigen Bellerophon-Klasse abgeleitet, mit etwas größeren Schiffsmaßen sowie stärkerer Panzerung und Bewaffnung. Die Collingwood hatte eine Gesamtlänge von 163,40 m, eine Breite von 25,70 m und einen Tiefgang von 8,50 m. Die Verdrängung lag zwischen 20.000 t und 23.200 t. Die Besatzung bestand aus 758 Mann plus Offiziere.

### Antrieb

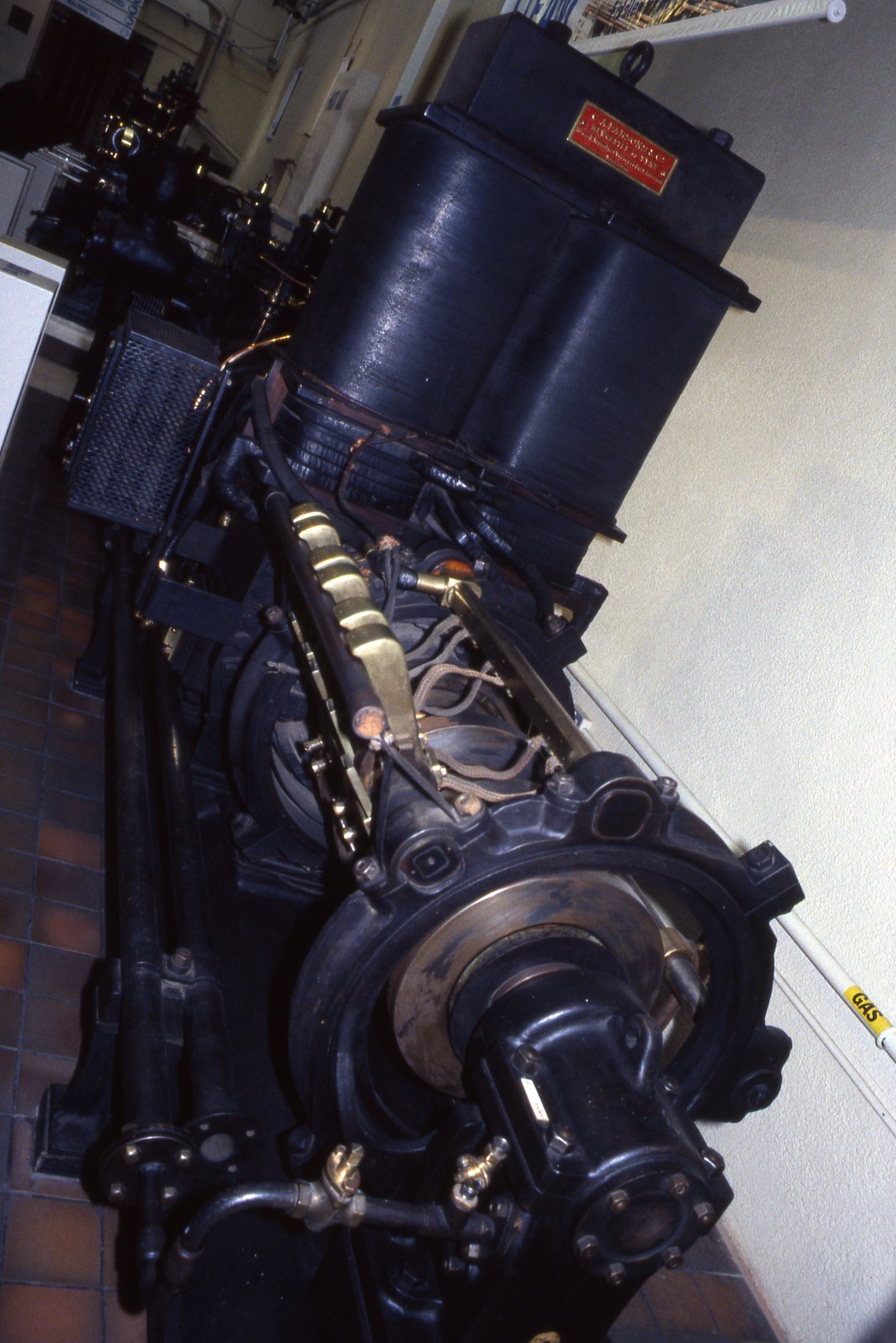
Parsonsdampfturbine um 1903

Die Collingwood war mit zwei Parsonsturbinen mit Direktantrieb ausgestattet, die jeweils zwei Wellen antrieben und insgesamt 24.500 PS (18.300 kW) entwickelten, mit denen sie eine Höchstgeschwindigkeit von 21 Knoten (39 km/h) erreichte. Der Dampf wurde von achtzehn Yarrow-Kesseln geliefert. Das Schiff konnte maximal 2.844 t Kohle oder 955 t Heizöl mitführen, was ihr bei 10 Knoten (19 km/h) eine Reichweite von 6.900 Seemeilen (12.800 km) ermöglichte.

### Bewaffnung
Die Hauptbewaffnung bestand aus zehn 305-mm-Geschützen, die auf fünf Doppeltürme verteilt waren, drei entlang der Mittellinie und die restlichen zwei als Flügeltürme. Die Sekundärbewaffnung bestand aus zwanzig 102-mm-Geschützen. Jeweils zwei dieser Geschütze waren auf den Dächern der vorderen und hinteren Mitteltürme sowie der Flügeltürme in nicht abgeschirmten Lafetten installiert, die anderen zehn waren in den Aufbauten untergebracht. Außerdem war das Schiff mit drei 455-mm-Torpedorohren ausgestattet, eines auf jeder Breitseite und das dritte im Heck.

### Panzerung
Die Collingwood verfügte über einen Wasserliniengürtel aus Krupp-Zementstahl, der zwischen den vorderen und hinteren Barbetten 254 mm dick war und sich vor den Schiffsenden auf 51 mm verjüngte. Darüber befand sich ein Plankengang von 203 mm Dicke. Die Barbetten wurden von 127 bis 203 mm dicken Querschotten geschützt. Die drei mittleren Barbetten waren durch eine 229 mm starke Panzerung oberhalb des 127 mm unterhalb des Hauptdecks geschützt. Die Barbetten der Flügeltürme waren ähnlich gepanzert, hatten aber an den Außenseiten eine Panzerung von 254 mm. Die Geschütztürme hatten 279 mm starke Seiten mit 76 mm dicken Dächern. Die drei gepanzerten Decks variierten in ihrer Stärke zwischen 19 und 76 mm. Die Seiten des vorderen Kommandoturms wurden durch 279 mm starke Platten geschützt, während die Rückseite und das Dach 203 bzw. 76 mm dick waren.

### Umbauten
Von 1911 bis 1912 wurden die Geschütze auf dem vorderen Turmdach und von 1913 bis 1914 das obere vordere Geschützpaar in den Aufbauten entfernt. Außerdem wurden alle Geschütze in den Aufbauten mit Geschützabdeckungen versehen und der Brückenaufbau wurde um die Basis des vorderen Dreibeinmastes vergrößert. Im ersten Kriegsjahr wurde eine Feuerleitanlage hoch oben auf dem vorderen Dreibeinmast installiert. Etwa zur gleichen Zeit wurde der Sockel der vorderen Aufbauten umgebaut, um acht 101-mm-Geschütze unterzubringen und die Geschütze auf den Geschütztürmen wurden entfernt, wodurch die Sekundärbewaffnung auf insgesamt vierzehn Geschütze reduziert wurde. Außerdem wurden zwei 76-mm-Flugabwehrkanonen hinzugefügt. Im April 1917 erhielt die Collingwood dreizehn 101-mm-Geschütze zur Abwehr von Torpedobooten sowie einzelne 101-mm- und 76-mm-Flugabwehrkanonen. Nach der Skagerrakschlacht wurden 51 t zusätzliche Deckspanzerung angebracht. Vor dem Kriegsende wurden die Flakgeschütze aus dem Deckshaus zwischen den hinteren Türmen auf das Heck verlegt und das Heck-Torpedorohr wurde entfernt. 1918 wurde ein Steilwinkel-Entfernungsmesser eingebaut und auf den Dächern der vorderen und hinteren Türme wurde eine Startrampe für Flugzeuge installiert.